# Шевелєв Арнольд Григорович
Арно́льд Григо́рович Ше́велєв (* 28 листопада 1928, Балаклія — † 14 березня 2009) — український історик, дослідник історії дореволюційної Росії, України та Польщі, міжнародного робітничого і національно-визвольного рухів, доктор історичних наук (з 1967 року), професор (з 1968 року), член-кореспондент АН УРСР (з 17 березня 1972 року).

## Біографія
Народився 28 листопада 1928 року в містечку Балаклії (тепер місто Харківської області). У 1948 році закінчив історичний факультет Київського університету. У 1948–1949 роках був на комсомольській роботі в Київському обласному комітеті ЛКСМУ. Член ВКП(б) з 1950 року.
У 1951 році закінчив аспірантуру при Київському державному університеті. У 1952–1953 роках — асистент, завідувач кабінету марксизму-ленінізму Київського педагогічного інституту. У 1954–1959 і 1960–1969 роках — асистент, старший викладач, завідувач кафедрою історії КПРС і наукового комунізму, секретар парткому Київського інженерно-будівельного інституту; а у 1959–1960 роках — старший викладач, доцент Київського університету. У 1955 році захистив кандидатську дисертацію на тему «Боротьба КПРС за відновлення і розвиток МТС на Україні в 1943—1950 рр.».
В 1969–1972 роках — секретар Київського міськкому Компартії України. В 1967 році захистив докторську дисертацію на тему «Співробітництво польських соціал-демократів і більшовиків у 1900—1910 рр.».
В 1972–1973 роках — заступник директора, а у 1973–1978 роках — директор Інституту історії АН УРСР. З 1978 року викладав у вищих навчальних закладах.

Могила Арнольда Шевелєва

Помер 14 березня 2009 року. Похований в Києві на Байковому кладовищі (ділянка № 21).

## Нагороди
- два ордени «Знак Пошани»
- медаль «За доблесну працю. В ознаменування 100-річчя з дня народження Володимира Ілліча Леніна».

## Праці
Автор праць з історії Комуністичної партії Радянського Союзу:
- «Десятий з'їзд КП(б)У» (1960);
- «Братское сотрудничество польских социал-демократов с большевиками в 1903—1910 гг.» (1966).